# 2170 Бјелорусија
2170 Бјелорусија је астероид главног астероидног појаса чија средња удаљеност од Сунца износи 2,404 астрономских јединица (АЈ).
Апсолутна магнитуда астероида је 13,9.